# Alto Pencoso
Alto Pencoso är en ort i Argentina.   Den ligger i provinsen San Luis, i den centrala delen av landet, 800 kilometer väster om huvudstaden Buenos Aires. Alto Pencoso ligger 666 meter över havet och antalet invånare är 244.
Terrängen runt Alto Pencoso är huvudsakligen platt. Alto Pencoso ligger uppe på en höjd. Runt Alto Pencoso är det glesbefolkat, med 15 invånare per kvadratkilometer.. Det finns inga andra samhällen i närheten.
Omgivningarna runt Alto Pencoso är i huvudsak ett öppet busklandskap.